# BEST OF WANDS VIDEO HISTORY
『BEST OF WANDS VIDEO HISTORY』（ベスト・オブ・ワンズ・ビデオ・ヒストリー）は、WANDSがリリースしたVHS及びDVD。

## メンバー
- 大島康祐（キーボード）1991年 - 1992年
- 上杉昇（ボーカル）1991年 - 1997年
- 柴崎浩（ギター）1991年 - 1997年
- 木村真也（キーボード）1992年 - 2000年
- 和久二郎（ボーカル）1997年 - 2000年
- 杉元一生（ギター）1997年 - 2000年

## 概要
WANDS解体後にリリースされたWANDSの映像集。VHSは「BEST OF WANDS HISTORY」と同じ2000年6月9日に発売。DVDは8月1日に発売された（どちらも内容は同じ）。6thシングル「恋せよ乙女」、11thシングル「WORST CRIME〜About a rock star who was a swindler〜」はPV・ライブ映像共に収録されていない。裏帯のシングル紹介で「White Memories」は両A面扱いに対し、「Blind To My Heart」はB面扱いとして記載されている。ジャケットは表記以外「BEST OF WANDS HISTORY」と同じものである。

## 収録映像曲
DISCは1枚。全23曲

### VIDEO CLIP
1. 寂しさは秋の色 ☆
1stシングル。音源は『WANDS BEST 〜HISTORICAL BEST ALBUM〜』収録のリミックスバージョンに差し替えられている。
2. ふりむいて抱きしめて ☆
2ndシングル。
3. もっと強く抱きしめたなら ☆
3rdシングル。第2期バージョンも存在するが、第1期バージョンを収録。
4. 時の扉 ★
4thシングル。第2期のDISCOGRAPHYに曲が使われており映像部分は少ない。

### LIVE（Video Shooting Live at SHIBUYA ON AIR EAST ダイジェスト）
※ダイジェスト映像のためサビ部分の映像しかない。
1. Baby Baby Baby ☆
シングル「ふりむいて抱きしめて」のカップリング。「BEST OF WANDS HISTORY」にも収録。
2. 星のない空の下で ★
2ndアルバム「時の扉」収録。また、「SINGLES COLLECTION+6」にも収録されている。
3. もう自分しか愛せない ☆
1stアルバム「WANDS」収録。
4. 世界中の誰よりきっと ★
アコースティックバージョンで原曲と違いスローテンポ。「BEST OF WANDS HISTORY」にこのLIVE音源が収録されている。

### REHEARSAL〜LIVE（LIVE JUNK #1 KEEP MY ROCK'N ROAD）
1. 天使になんてなれなかった ★
3rdアルバム「Little Bit…」収録。また、「SINGLES COLLECTION+6」にも収録されている。
2. Jumpin' Jack Boy ★
7thシングル。
3. 愛を語るより口づけをかわそう ★
5thシングル。

### VIDEO CLIP & メイキング
1. Same Side ★
10thシングル

### LIVE（LIVE JUNK #2 PIECE OF MY SOUL）
1. FLOWER ★
4thアルバム「PIECE OF MY SOUL」収録。
2. Secret Night -It's My Treat- ★
9thシングル。
3. DON'T TRY SO HARD ★
4thアルバム「PIECE OF MY SOUL」収録。2番が終わると映像はドキュメンタリー映像になる（音源はそのまま）。
4. Good Sensation ☆
1stアルバム「WANDS」収録。映像は過去のライブのものと合成されている。

### VIDEO CLIP
1. DON'T CRY ★
3rdアルバム「Little Bit…」収録。「BEST OF WANDS HISTORY」にも収録されている。
2. 世界が終るまでは… ★
8thシングル。DON'T CRYとストーリーが繋がっている。服装なども同じことから同じ日に収録されたと思われる。
3. 錆びついたマシンガンで今を撃ち抜こう　※
12thシングル。1番が終わると第3期のDISCOGRAPHYとなる。
4. Brand New Love　※
13thシングル。
5. 明日もし君が壊れても　※
14thシングル。
6. 「今日、ナニカノハズミデ生きている」　※
15thシングル。
7. AWAKE　※
5thアルバム「AWAKE」収録。「BEST OF WANDS HISTORY」にも収録されている。2番のサビの終わりからWANDSの全曲一覧の映像になる。

☆…第1期の楽曲 ★…第2期の楽曲 ※…第3期の楽曲